# Jacques Cornu
Jacques Cornu (Aigle, 15 maggio 1953) è un pilota motociclistico svizzero ritiratosi dall'attività agonistica.

## Carriera
La sua carriera è iniziata nei campionati nazionali svizzeri dove si è aggiudicato un primo titolo nel 1977, per poi aggiudicarsene 3 nella stagione successiva, vincendo le classi 250, 350 e 500.
Il suo debutto nel motomondiale risale alla stagione 1978, ottenendo i suoi primi punti due anni dopo, stagione nella quale ha corso alcune gare sia in 250 che in 350; in questa seconda classe ha gareggiato sino al 1982, anno in cui è stata abolita dalle competizioni iridate.
Ha di conseguenza continuato solo nella classe 250 sino al termine del motomondiale 1990, utilizzando motociclette Yamaha sino al termine del 1984, passando poi a guidare moto Honda.
Durante il decennio di gare ha vinto 3 gran premi (il primo in occasione del Gran Premio motociclistico d'Austria 1988) e nelle stagioni 1988 e 1989 si è classificato terzo nella classifica finale della classe 250. Alle tre vittorie sono da aggiungere anche 7 secondi posti e 11 terzi posti.
Negli stessi anni ha anche corso nel campionato mondiale Endurance, aggiudicandosi il titolo iridato nel 1982.
Dopo il ritiro dal motociclismo agonistico ha aperto una scuola per piloti motociclistici.

## Risultati nel motomondiale

### Classe 250
| 1978 | Classe | Moto   |   |   |    |    |   |   |   |   |   |   |   |    |   |  |  | Punti | Pos. |
| ---- | ------ | ------ | - | - | -- | -- | - | - | - | - | - | - | - | -- | - |  |  | ----- | ---- |
| 1978 | 250    | Yamaha | - | - | NE | 17 | - | - | - | - | - | - | - | 14 | - |  |  | 0     |      |

| 1980 | Classe | Moto   |   |   |   |   |   |   |   |   |   |   |  |  |  |  |  | Punti | Pos. |
| ---- | ------ | ------ | - | - | - | - | - | - | - | - | - | - |  |  |  |  |  | ----- | ---- |
| 1980 | 250    | Yamaha | - | 6 | 6 | 5 | - | 7 | - | - | - | 5 |  |  |  |  |  | 26    | 8º   |

| 1981 | Classe | Moto |    |    |   |   |   |   |    |   |   |   |   |   |   |   |  | Punti | Pos. |
| ---- | ------ | ---- | -- | -- | - | - | - | - | -- | - | - | - | - | - | - | - |  | ----- | ---- |
| 1981 | 250    | Egli | 17 | NE | - | - | - | - | NE | - | - | - | - | - | - | - |  | 0     |      |

| 1982 | Classe | Moto   |    |    |   |   |   |   |   |   |   |   |   |   |   |   |  | Punti | Pos. |
| ---- | ------ | ------ | -- | -- | - | - | - | - | - | - | - | - | - | - | - | - |  | ----- | ---- |
| 1982 | 250    | Yamaha | NE | NE | 5 | - | 9 | - | - | 6 | - | 7 | - | - | - | - |  | 17    | 17º  |

| 1983 | Classe | Moto   |   |   |   |   |   |   |   |   |   |   |   |    |  |  |  | Punti | Pos. |
| ---- | ------ | ------ | - | - | - | - | - | - | - | - | - | - | - | -- |  |  |  | ----- | ---- |
| 1983 | 250    | Yamaha | 5 | 2 | 5 | - | - | 9 | - | 9 | 7 | - | - | NE |  |  |  | 32    | 9º   |

| 1984 | Classe | Moto   |   |   |   |   |   |   |   |   |   |   |   |   |  |  |  | Punti | Pos. |
| ---- | ------ | ------ | - | - | - | - | - | - | - | - | - | - | - | - |  |  |  | ----- | ---- |
| 1984 | 250    | Yamaha | - | 6 | 6 | 8 | 8 | - | 3 | 2 | - | 9 | 3 | 3 |  |  |  | 60    | 6º   |

| 1985 | Classe | Moto  |    |   |   |   |   |   |   |   |   |   |   |   |  |  |  | Punti | Pos. |
| ---- | ------ | ----- | -- | - | - | - | - | - | - | - | - | - | - | - |  |  |  | ----- | ---- |
| 1985 | 250    | Honda | 10 | - | - | 7 | - | 9 | 5 | - | 7 | 9 | 5 | - |  |  |  | 25    | 10º  |

| 1986 | Classe | Moto  |   |   |   |   |   |   |   |   |   |   |   |    |  |  |  | Punti | Pos. |
| ---- | ------ | ----- | - | - | - | - | - | - | - | - | - | - | - | -- |  |  |  | ----- | ---- |
| 1986 | 250    | Honda | 5 | 6 | 7 | - | - | 8 | 3 | - | - | 7 | - | NE |  |  |  | 32    | 7º   |

| 1987 | Classe | Moto  |     |   |   |   |   |   |   |     |   |     |  |  |  |  |  | Punti | Pos. |
| ---- | ------ | ----- | --- | - | - | - | - | - | - | --- | - | --- |  |  |  |  |  | ----- | ---- |
| 1987 | 250    | Honda | Rit | 6 | 2 | 4 | 6 | 4 | 7 | Rit | 4 | Rit |  |  |  |  |  | 50    | 9º   |

| 1988 | Classe | Moto  |   |   |   |   |   |    |   |   |   |   |   |   |     |   |    | Punti | Pos. |
| ---- | ------ | ----- | - | - | - | - | - | -- | - | - | - | - | - | - | --- | - | -- | ----- | ---- |
| 1988 | 250    | Honda | 4 | 7 | 4 | 3 | 8 | 21 | 1 | 2 | 2 | 6 | 1 | 7 | Rit | 7 | 10 | 166   | 3º   |

| 1989 | Classe | Moto  |   |   |   |     |   |   |   |   |   |   |   |   |   |   |   | Punti | Pos. |
| ---- | ------ | ----- | - | - | - | --- | - | - | - | - | - | - | - | - | - | - | - | ----- | ---- |
| 1989 | 250    | Honda | 9 | 6 | 6 | Rit | 3 | 5 | 2 | 3 | 3 | 1 | 2 | 4 | 3 | 3 | 9 | 187   | 3º   |

| 1990 | Classe | Moto  |   |    |    |  |  |   |   |     |   |   |   |   |   |   |     | Punti | Pos. |
| ---- | ------ | ----- | - | -- | -- |  |  | - | - | --- | - | - | - | - | - | - | --- | ----- | ---- |
| 1990 | 250    | Honda | 5 | NP | NP |  |  | 7 | 8 | Rit | 5 | 5 | 6 | 6 | 9 | 7 | Rit | 86    | 9º   |

| Legenda | 1º posto        | 2º posto            | 3º posto            | A punti      | Senza punti        | Grassetto – Pole position Corsivo – Giro più veloce |
| Legenda | Gara non valida | Non qual./Non part. | Ritirato/Non class. | Squalificato | '-' Dato non disp. | Grassetto – Pole position Corsivo – Giro più veloce |

### Classe 350
| 1980 | Classe | Moto   |   |    |   |    |   |    |    |   |   |   |  |  |  |  |  | Punti | Pos. |
| ---- | ------ | ------ | - | -- | - | -- | - | -- | -- | - | - | - |  |  |  |  |  | ----- | ---- |
| 1980 | 350    | Yamaha | - | NE | 8 | NE | 6 | NE | NE | - | 4 | 6 |  |  |  |  |  | 21    | 7º   |

| 1981 | Classe | Moto   |   |   |   |   |    |    |   |   |    |    |   |    |    |   |  | Punti | Pos. |
| ---- | ------ | ------ | - | - | - | - | -- | -- | - | - | -- | -- | - | -- | -- | - |  | ----- | ---- |
| 1981 | 350    | Yamaha | 9 | 7 | - | - | NE | NE | 4 | - | NE | NE | - | NE | NE | 5 |  | 20    | 8º   |

| 1982 | Classe | Moto   |   |   |   |    |   |   |    |    |   |    |   |   |    |   |  | Punti | Pos. |
| ---- | ------ | ------ | - | - | - | -- | - | - | -- | -- | - | -- | - | - | -- | - |  | ----- | ---- |
| 1982 | 350    | Yamaha | 5 | 5 | 8 | NE | 9 | - | NE | NE | - | NE | - | 3 | NE | 7 |  | 31    | 7º   |

| Legenda | 1º posto        | 2º posto            | 3º posto            | A punti      | Senza punti        | Grassetto – Pole position Corsivo – Giro più veloce |
| Legenda | Gara non valida | Non qual./Non part. | Ritirato/Non class. | Squalificato | '-' Dato non disp. | Grassetto – Pole position Corsivo – Giro più veloce |